# WT Social
WT.Social，又称WikiTribune Social、Trust Café，是一种社交網路服務，用户可以在该服务上创建“子Wiki”。它由维基百科联合创始人吉米·威爾斯，以作为Facebook和Twitter的替代产品。该服务不包含任何广告，并且依赖捐款。截至2019年11月中旬，它拥有超过20万名用户。

## 历史
吉米·威尔士创立了WT.Social（最初写作「WT:Social」）。WT.Social允许用户与“子维基”中的其他用户共享指向新闻站点的链接。与它的前身（WikiTribune）不同，WT.Social并未进行众筹以“控制成本”。2019年10月，威尔士启动了该网站。新用户注册后，他们将与其他数千名用户一起进入等待名单。要跳过该列表并访问该网站，用户必须捐款或与朋友共享链接。到11月6日，该网站拥有25,000个用户。到11月中旬，网站宣称已有20万用户。

## 软件
在发布之初，WT.Social的定位为专有软件而非像Mastodon的自由软件。但是，截至2019年11月7日，威尔士表示他刚刚了解了ActivityPub并且正在研究它。后来，威尔士表示未来该代码将来会在GPLv3下发布。
它使用Matomo进行网站分析。